# گمینا چیپووووده
گمینا چیپووووده (به لهستانی:  Gmina Ciepłowody) یک گمینا در لهستان است که در شهرستان زانبکوویتسه شلانسکیه واقع شده‌است. گمینا چیپووووده ۷۷٫۵۳ کیلومتر مربع مساحت و ۳٬۱۹۳ نفر جمعیت دارد.